# 雅各布·霍姆斯
雅各布·霍姆斯（英語：Jacob Holmes，1983年8月14日—），澳大利亚男子篮球运动员，场上位置是大前锋。他曾代表澳大利亚国家队参加2006年英联邦运动会篮球比赛，获得一枚金牌。